# Гладкая киникса
Гладкая киникса, или киникса Белла (лат. Kinixys belliana), — вид черепах из рода киниксы, обитающих в Центральной и Южной Африке. Видовое латинское название дано в честь английского зоолога Томаса Белла (1792—1880).

## Внешний вид
Небольшого размера черепаха длиной около 20 см. Карапакс имеет цвет от оливково-бурого до серо-бурого, по бокам тёмные пятна. В отличие от других представителей рода, у этой черепахи передняя часть панциря выступает не так сильно. Пластрон имеет бурый цвет с неправильным светлым рисунком. Голова черепахи — тёмная с роговыми чешуями. Лапы у гладкого киникса массивные и чешуйчатые, когти внушительные. Передвигается на когтях передних лап.

## Распространение и среда обитания
Ареал черепах этого вида охватывает территории по обе стороны экватора (от Сенегала и Камеруна до Эфиопии и далее на юг до провинции Квазулу-Натал в ЮАР). Также обитает на Мадагаскаре, куда, вероятнее всего, была завезена людьми.
Гладкие киниксы предпочитают жить в саваннах, сухих равнинах с холмами, где есть колючие кустарники и гнейсовые скалы. Перед летней спячкой эта черепаха запасает много воды в объёмистые анальные пузыри.

## Содержание в неволе
В террариумах требует очень высокую температуру — от 25 °C до 30 °C и умеренную влажность. В неволе, независимо от того какой сейчас сезон, ей нужен водоём. Питается только растительной пищей, очень прихотлива в еде. Бывает пугливой, даже если долго находится в неволе. Самцы очень агрессивны друг к другу.

## Размножение
Спариваются гладкие киниксы в конце октября — начале ноября. В кладке 4 яйца, которые самка откладывает в январе. Инкубационный период длится 3-4 месяца. Температура должна быть 30-31 °C, а влажность воздуха — 75-80 %.